# Quintana Roo (Baja California)
Quintana Roo o ’’’Ejido Quintana Roo’’’, es una localidad mexicana, del municipio de Mexicali, Baja California, enclavada en la delegación Batáquez perteneciente a la zona del Valle de Mexicali. Según el censo del 2010 realizado por el INEGI, la población en aquel momento ascendía a 2,311 habitantes. Se ubica en las coordenadas 32°28′6″ de latitud norte y 115°03'55" de longitud oeste. La carretera estatal n.º 3 recorre el extremo este del poblado,, esta es una de las principales vías del municipio ya que entronca en su extremo norte con la carretera federal n.º 2 a la altura de Batáquez y al sur comunica con Ciudad Guadalupe Victoria que es la principal localidad del Valle de Mexicali.
El nombre, tanto de este poblado, como del ejido epónimo, es en honor de la entidad federativa: Quintana Roo.  El poblado es el más importante dentro de su delegación por el número de habitantes y una de las 44 localidades de más de 1,000 habitantes registradas por el INEGI dentro del municipio de Mexicali en el 2010.